# Italianizzazione dell'Alto Adige

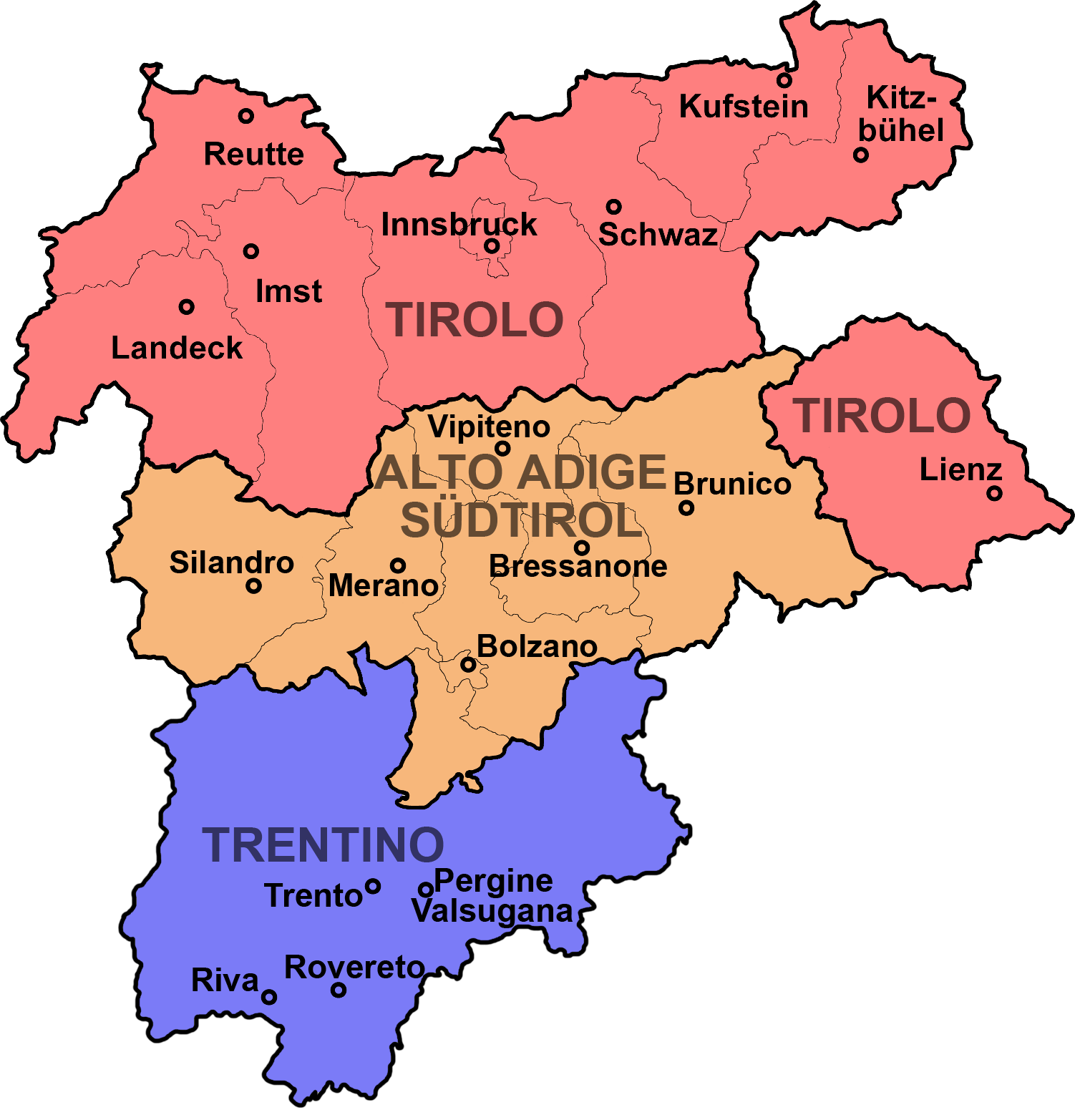
Tirolo storico: mentre la parte meridionale del Tirolo, odierno Trentino, era di lingua italiana, la parte centrale, passata anch'essa all'Italia nel 1919, era abitata a grande maggioranza da popolazioni di lingua tedesca.

Con italianizzazione dell'Alto Adige si intende quel processo, imposto dalle autorità italiane, avvenuto successivamente alla prima guerra mondiale, che vide l'imposizione della lingua italiana come lingua ufficiale in Alto Adige, l'italianizzazione completa della toponomastica ufficiale preesistente tedesca, l'italianizzazione forzata dei cognomi tedeschi degli abitanti, nonché l'immigrazione interna da altre regioni d'Italia, favorita da una politica industriale. La provincia, la cui popolazione nel 1919 era composta da una larga maggioranza di lingua tedesca e da minoranze di lingua italiana e ladina (il 90% madrelingua tedesca e il 4% ladina), divenne ufficialmente parte del Regno d'Italia con il Trattato di Saint-Germain del 1919.
Con il decreto dd. 08.08.1923 n. 12637 Gab. emesso dal Prefetto Guadagnini in attuazione del R.D. 21.1.1923, n. 93,venne vietato l'uso del termine Tirolo. Vennero poi, in aggiunta, vietate tutte le manifestazioni di commemorazione o ricordo dei caduti in divisa austro-ungarica, per paura che potessero trasformarsi in manifestazioni patriottiche anti-italiana.
Il 24 ottobre 1923, un decreto prefettizio mise fine all'insegnamento in tedesco nella provincia recependo le disposizioni nazionali del decreto del Re del 1º ottobre 1923, n. 21852; in risposta a ciò, si assistette alla creazione delle Katakombenschulen ("scuole nelle catacombe"), ad opera di Michael Gamper e Josef Noldin, dove si seguitava ad insegnare clandestinamente ai bambini la lingua tedesca.
Nel suo «discorso dell'Ascensione» del 26 maggio 1927 alla Camera dei deputati, Mussolini affermò di aver creato la provincia di Bolzano nel 1927, staccandola da quella di Trento, per poter meglio italianizzare il territorio («si è fatta la provincia di Bolgiano per più rapidamente italianizzare quella regione»).
Nel 1939, con l'accordo sulle opzioni in Alto Adige, Adolf Hitler e Benito Mussolini concordarono che i cittadini di lingua tedesca residenti nella suddetta provincia potessero decidere se emigrare in Germania o nella Crimea (annessa in seguito all'invasione dell'Unione Sovietica al Grande Reich tedesco), oppure rimanere in Italia ed accettare la loro completa italianizzazione. Coloro che restarono vennero denominati Dableiber (letteralmente "i rimanenti") e furono additati come traditori, mentre coloro che decisero di andare (Optanten) vennero tacciati di filonazismo. Dei 246 036 aventi diritto, 211 799 optarono per la cittadinanza tedesca e l'emigrazione, mentre 34 237 decisero di rimanere: tuttavia, con lo scoppio della seconda guerra mondiale, l'accordo non fu mai pienamente attuato, e gli emigranti effettivi furono circa 75 000.

## Programma di italianizzazione

### Periodo fascista (1922-1945)

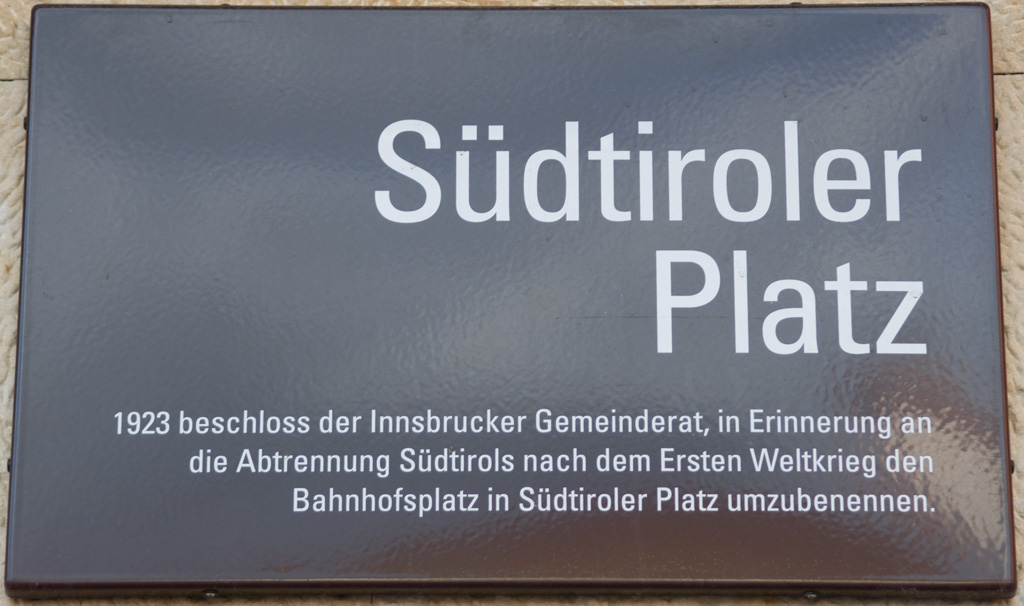
Cartello stradale a Innsbruck, Tirolo del Nord, che commemora la separazione dell'Alto Adige dal Tirolo.

Nel 1923, tre anni dopo l'annessione dell'Alto Adige al Regno d'Italia, i toponimi italiani, basati sul Prontuario dei nomi locali dell'Alto Adige vennero resi ufficiali per decreto. Il nome tedesco "Tirol" venne bandito, così come i suoi derivati e le parole composte come "tirolese" e "sud tirolese". I giornali tedeschi, le case editrici e le associazioni, tra cui l'Alpenverein Südtirol, dovettero essere rinominati.
Alla base vi era un manifesto pubblicato da Ettore Tolomei il 15 luglio 1923, chiamato Provvedimenti per l'Alto Adige (anche detto "Misure per l'Alto Adige"), che divenne il modello per la campagna di italianizzazione. Le misure suggerite erano 32:
1. Unione dell'Alto Adige e del Trentino in una sola provincia con Trento città capoluogo.
2. Nomina di segretari comunali esclusivamente di lingua italiana.
3. Opzione per cittadinanza italiana o tedesca (ed espulsione per coloro che avessero optato per la seconda), chiusura del confine del Brennero per tutte le persone prive di cittadinanza italiana.
4. Ostacolare l'ingresso e il soggiorno agli individui germanofoni.
5. Prevenire l'immigrazione tedesca.
6. Revisione del censimento del 1921 per abbattere il numero di cittadini di lingua non italiana.
7. Introduzione dell'italiano come unica lingua ufficiale.
8. Licenziamento di funzionari tedeschi o trasferimento verso altre province
9. Scioglimento del "Deutscher Verband" (lega tedesca, l'associazione dei partiti presentatisi alle elezioni politiche 1921).
10. Scioglimento delle associazioni alpine non sotto il controllo del Club Alpino Italiano, avocazione di tutti i rifugi alpini al Club Alpino Italiano.
11. Divieto dei nomi "Tirol" e "Südtirol".
12. Chiusura del giornale germanofono "Der Tiroler" (oggi Dolomiten).
13. Italianizzazione dei toponimi tedeschi e divieto dell'uso di questi ultimi.
14. Italianizzazione delle iscrizioni pubbliche tedesche e divieto dell'uso di queste ultime.
15. Italianizzazione dei nomi tedeschi di strade e percorsi e divieto dell'uso di questi ultimi.
16. Italianizzazione dei cognomi germanici.
17. Rimozione del monumento dedicato al poeta Walther von der Vogelweide da piazza Walther a Bolzano (rinominata in onore di re Vittorio Emanuele III).
18. Aumento della consistenza dell'arma dei Carabinieri (specialmente in provincia), con reclute esclusivamente di lingua italiana.
19. Incentivi all'immigrazione e all'acquisizione di terre in provincia per gli italiani.
20. Non interferenza da parte di potenze straniere negli affari dell'Alto Adige.
21. Eliminazione delle banche tedesche, creazione di una banca italiana per i mutui.
22. Istituzione di uffici doganali di frontiera a Vipiteno e Dobbiaco.
23. Ampio sostegno della lingua e della cultura italiana.
24. Istituzione di scuole materne e scuole elementari italiane.
25. Istituzione di scuole secondarie italiane.
26. Controllo rigoroso di diplomi universitari stranieri.
27. Espansione dell'"Istituto di Storia per l'Alto Adige".
28. Riallineamento del territorio della Diocesi di Bressanone e rigoroso controllo delle attività del clero.
29. Utilizzazione solo dell'italiano in giudizio e cause legali.
30. Avocazione allo Stato del controllo della Camera di Commercio e delle autorità agricole (corporazioni).
31. Progetti per nuovi tratti ferroviari per agevolare l'italianizzazione dell'Alto Adige (progetti ferroviari Milano-Malles, Valtellina-Brennero, Agordo-Bressanone).
32. Aumento delle guarnigioni militari di stanza in Alto Adige e costruzione di nuove caserme.